# لوئیس اول، پادشاه پرتغال
لوئیس اول (به پرتغالی: Luís I) معروف به مردمی (به پرتغالی: O Popular) پادشاه پرتغال از ۱۸۶۱ تا ۱۸۸۹ میلادی و یکی از اعضای دودمان براگانزا بود. او دومین پسر ملکه ماریای دوم و فرناندوی دوم بود. لوئیس اول پس از درگذشت برادر بزرگترش پدروی پنجم به پادشاهی رسید.
لوئیس مردی فرهنگی و شاعرپیشه بود، ولی استعداد چندانی در سیاست نداشت. علاقه‌مندی او به علوم به ویژه اقیانوس‌نگاری سبب شد تا یکی از نخستین آکواریوم‌های جهان به نام آکواریوم واسکو دو گاما را در لیسبون تأسیس نماید. همچنین برای نخستین بار برخی از آثار شکسپیر را به زبان پرتغالی ترجمه نمود.